# Gliese 754

Ubicación en el cielo de la estrella

Gliese 754 (GJ 754 / LHS 60 / L 347-14) es una estrella en la constelación de Telescopium situada cerca del límite con Sagitario, visualmente a menos de 1.º de Arkab Posterior (β2 Sagittarii). Medidas precisas de su paralaje (169,03 mas) sitúan a Gliese 754 a una distancia de 19,4 años luz, siendo la más estrella más cercana dentro de su constelación y una de las 100 estrellas más próximas al sistema solar. De magnitud aparente +12,23, no es observable a simple vista. 
Gliese 754 es una enana roja de tipo espectral M4.5V, una estrella que, al igual que el Sol, obtiene su energía de la fusión nuclear del hidrógeno. No obstante, su luminosidad equivale al 0,04 % de la luminosidad solar, consecuencia de su baja masa, únicamente el 16 % de la masa solar. Sus características físicas son muy similares a otras enanas rojas de nuestro entorno como Gliese 682, YZ Ceti o TZ Arietis.
La estrella conocida más cercana a Gliese 754, distante 3,76 años luz, es Gliese 784. Le siguen el sistema estelar Gliese 783 y Gliese 682, respectivamente a 4,78 y 5,77 años luz.